# Mătnitsa
Mătnitsa (bulgariska: Мътница) är ett vattendrag i Bulgarien.   Det ligger i regionen Pazardzjik, i den sydvästra delen av landet, 90 km sydost om huvudstaden Sofia.